# Paul McCartney in Red Square

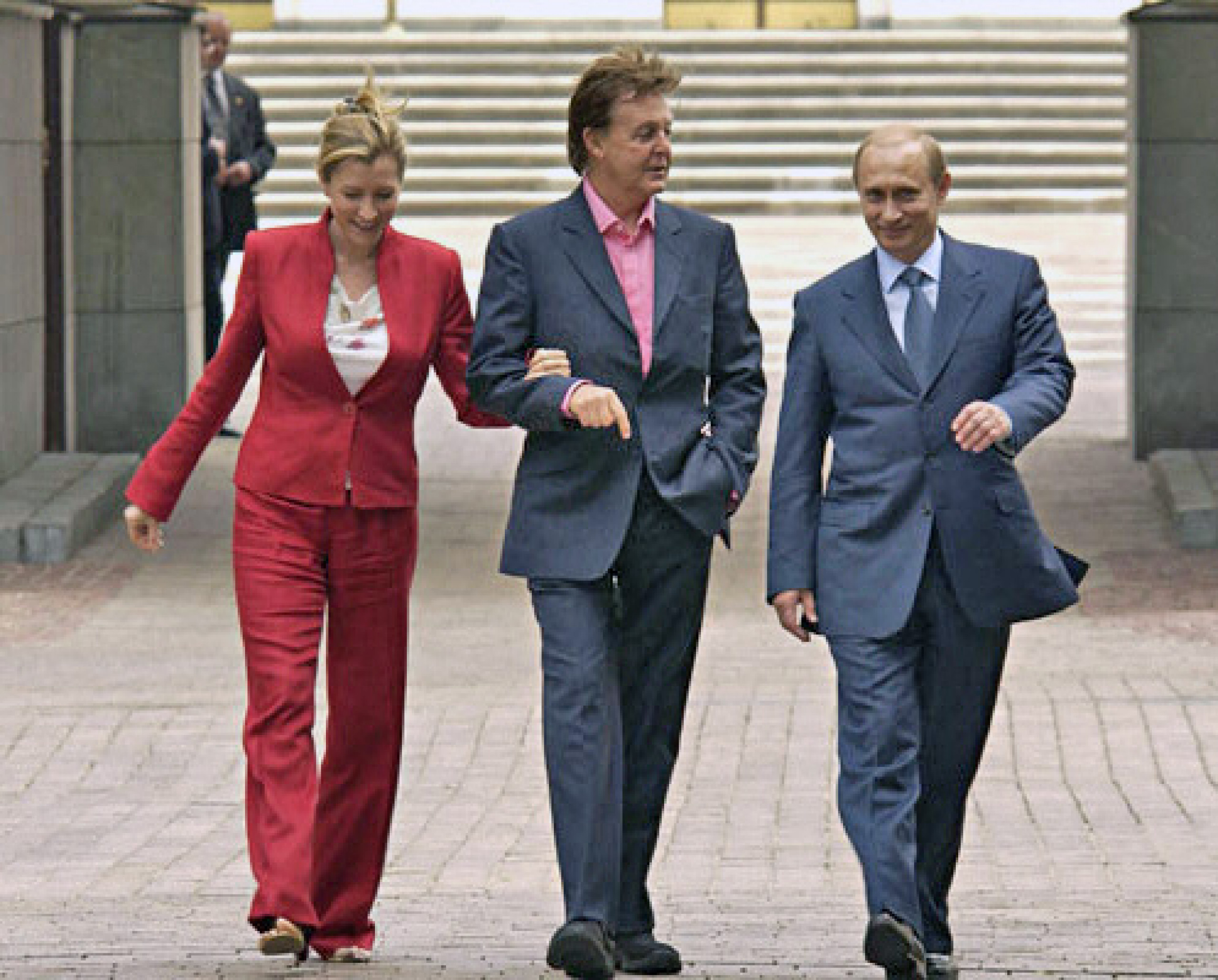
Heather Mills, Paul e Vladimir Putin

Paul McCartney in Red Square è un film concerto di Paul McCartney, pubblicato in formato DVD nel giugno 2005. Si tratta di materiale proveniente dai concerti tenuti da McCartney nel maggio 2003 quando si esibì per la prima volta in Russia: sulla Piazza Rossa di Mosca e a San Pietroburgo nella piazza antistante il Palazzo d'Inverno. In entrambi i concerti McCartney e la sua band composta da Paul "Wix" Wickens, Rusty Anderson, Brian Ray, e Abe Laboriel Jr., eseguono brani sia dei Beatles, sia degli Wings, che tratti dagli album solisti dell'ex Beatle. Ogni canzone è inframezzata da interviste che raccontano la messa al bando dei Beatles in Unione Sovietica durante gli anni sessanta, e di come i fan fossero costretti a spendere ingenti quantità di danaro per procurarsi i loro dischi sul mercato nero.

## Paul McCartney in Red Square

### Tracce
1. Getting Better - (John Lennon - Paul McCartney)
2. Band on the Run - (Paul McCartney)
3. Can't Buy Me Love - (John Lennon - Paul McCartney)
4. Two of Us - (John Lennon - Paul McCartney)
5. I Saw Her Standing There - (John Lennon - Paul McCartney)
6. We Can Work It Out - (John Lennon - Paul McCartney)
7. I've Just Seen a Face - (John Lennon - Paul McCartney)
8. Live and Let Die - (Paul McCartney)
9. Let 'Em In - (Paul McCartney)
10. The Fool on the Hill - (John Lennon - Paul McCartney)
11. Things We Said Today - (John Lennon - Paul McCartney)
12. Birthday - (John Lennon - Paul McCartney)
13. Maybe I'm Amazed - (Paul McCartney)
14. Back in the U.S.S.R. - (John Lennon - Paul McCartney)
15. Calico Skies - (Paul McCartney)
16. Hey Jude - (John Lennon - Paul McCartney)
17. She's Leaving Home - (John Lennon - Paul McCartney)
18. Yesterday - (John Lennon - Paul McCartney)
19. Let It Be - (John Lennon - Paul McCartney)
20. Back in the U.S.S.R. (reprise) - (John Lennon - Paul McCartney)

## Paul McCartney: St. Petersburg

### Tracce
1. Intro
2. Jet - (Paul & Linda McCartney)
3. Got to Get You into My Life - (John Lennon - Paul McCartney)
4. Flaming Pie - (Paul McCartney)
5. Let Me Roll It - (Paul McCartney)
6. Drive My Car - (John Lennon - Paul McCartney)
7. Penny Lane - (John Lennon - Paul McCartney)
8. Get Back - (John Lennon - Paul McCartney)
9. Back in the U.S.S.R. - (John Lennon - Paul McCartney)
10. I've Got a Feeling - (John Lennon - Paul McCartney)
11. Sgt. Pepper's Lonely Hearts Club Band/The End - (John Lennon - Paul McCartney)
12. Helter Skelter - (John Lennon - Paul McCartney)

## Contenuti extra
- Behind the Curtain: Memories of Red Square
- Featurette From The History Channel: Russia and The Beatles: A Brief Journey